# Arcella
Arcella – rodzaj ameb skorupkowych należących do supergrupy Amoebozoa w klasyfikacji Cavaliera-Smitha oraz według Adla i innych.
Dawniej klasyfikowany jako rodzaj protistów z  podtypu Rhizopoda.
Należą tutaj następujące gatunki:
- Arcella arenaria (Greeff, 1866)
  - Arcella arenaria sphagnicola Deflandre, 1928[4]
- Arcella artocrea aplanata Grospietsch, 1954[4]
- Arcella catinus Penard, 1890[4]
- Arcella conica (Playfair, 1917)[5]
- Arcella dentata (Ehrenberg)
- Arcella discoides (Ehrenberg, 1871)[4]
  - Arcella discoides pseudovulgaris Deflandre, 1928[4]
  - Arcella discoides scutelliformis Playfair, 1918[4]
- Arcella gibbosa Penard, 1890[5]
- Arcella hemisphaerica (Perty), 1852[4]
  - Arcella hemisphaerica gibba Deflandre, 1928[4]
  - Arcella hemisphaerica intermedia Deflandre, 1928[4]
  - Arcella hemisphaerica undulata Deflandre, 1928[4]
- Arcella megastoma Penard, 1902[5]
- Arcella polypora Penard, 1890[4]
- Arcella rotundata Playfair, 1918
  - Arcella rotundata aplanata Deflandre, 1928[4]
- Arcella tuberosus Decloitre, 1954[4]
- Arcella vulgaris Ehrenberg, 1832
  - Arcella vulgaris undulata Deflandre, 1928[4]